# Sportpark De Rauwbraken
Sportpark De Rauwbraken is een sportpark gelegen in Berkel-Enschot (gem. Tilburg). Onderdeel van dit sportpark zijn verschillende sportverenigingen en gemeentelijk zwembad De Rauwbraken, met daarbij een onderwaterpark voor duikers.
Op het sportpark zijn de volgende sportverenigingen gevestigd:
- OJC'98 - Korfbal
- White Demons - Handbal
- TC De Rauwbraken - Tennis

Tevens is op dit sportpark een petanquebaan te vinden.
Binnen enkele jaren zal een reorganisatie van dit sportpark plaatsvinden als gevolg van woningbouw in het gebied aangrenzend aan het sportpark. Mogelijk wordt dan ook een sporthal gerealiseerd op het sportpark.